# Arabia Petraea
Arabia Petraea was een Romeinse provincie in de Levant van 106 tot 390 n.Chr.
De streek, gelegen in wat nu Jordanië, de Sinaï en Noordwest-Saoedi-Arabië zijn, was tot dan het koninkrijk van de Nabateeërs. Na de dood van koning Rabel II werd Nabataea in 106 onderworpen door de Romeinen onder leiding van Cornelius Palma, de gouverneur van Syria voor keizer Trajanus.
Het is onduidelijk of Petra of Nova Trajana Bosra de hoofdstad van de provincie was; Trajanus gaf de voorkeur aan Bosra, zijn opvolger Hadrianus aan Petra en de gouverneurs van Arabia Petraea zetelden en werkten in beide steden.
In 390 werd de provincie aan Palaestina Salutaris toegevoegd; een deel van Arabia Petraea was eerder gegeven aan de Ghassaniden, die vazallen van de Romeinen waren geworden toen ze in de 3e eeuw naar de streek migreerden.
Het door de Romeinen niet onderworpen deel van het Arabisch Schiereiland werd Arabia Felix ("Gelukkig Arabië") genoemd.
Achaea · Alexandria et Aegyptus · Africa · Alpes Cottiae · Alpes Maritimae · Alpes Poeninae · Arabia Petraea · Armenia Inferior · Asia · Britannia · Cappadocia · Cilicia · Corsica · Creta · Cyprus · Cyrenaica · Dacia · Dalmatia · Epirus · Galatia · Gallia (Aquitania · Belgica · Lugdunensis · Narbonensis) · Germania (Inferior · Superior) · Hispania (Baetica · Lusitania · Tarraconensis) · Italia · Iudaea · Lycaeonia · Lycia · Macedonia · Mauretania (Caesariensis · Tingitana) · Moesië (Inferior · Superior) · Noricum · Numidia · Pannonia (Inferior · Superior) · Pamphylia · Pisidia · Pontus et Bithynia · Raetia · Sardinia · Sicilia · Syria · Thracia

Tijdelijke bezettingen: Germania (7-9 n.Chr.) · Armenia (114-117 n.Chr.) · Assyria (116-117 n.Chr.) · Mesopotamia (115-117 n.Chr.)